# 一百日圓硬幣
一百日圓硬幣（ひゃくえんこうか）是日本國政府發行的貨幣。又被稱呼為百円玉（ひゃくえんだま），是面額100日圓的硬幣。

## 歷史

### 白銅硬幣
現在發行中的硬幣，質為白銅，中央有孔。正面刻有「日本国」、「百円」字樣與櫻花的圖樣，背面則是數字「100」與製造年份的字樣；側面刻有直條刻印，總數103條。發行較少的年份，例如平成13年與平成14年的硬幣，收藏家會願意以高於面額的價格收購。此外，由於製造時間的緣故，并不存在标有“昭和64年”的50.100日元兩種硬币。
在日本現行的六種硬幣中，五百日元硬幣以外的硬幣極少出現偽造問題，一百日元白銅幣僅在2008年出現過零星案例。由於經常被用於販賣機，一百日元白銅幣常有幣緣損傷嚴重的問題，為了替換每年市場上產生的損傷硬幣，相比一元、五元、十元三種已經幾乎不生產流通用硬幣的小額硬幣，一百日圓白銅幣的製造量一直都相對穩定。2019年，因為涉及改元，一百日元白銅幣成為六種硬幣中製造量最多的種類。

### 銀幣
1957年，一百日圓銀幣開始發行，正面為「日本国」、「百円」字樣與鳳凰的圖樣，背面則是旭日、櫻花、「100YEN」字樣與製造年份，發行當下為面額最高的硬幣。1959年對幣面設計做了變更，正面部分文字未動，圖樣改為稻穗圖案，背面則取消圖樣，改成數字「100」與製造年份的組合，材質的部分則維持原狀。
1964年，東京奧運會展開，大藏省發行了奧運紀念版一百日圓銀幣，正面圖案改為聖火與奧林匹克五環，背面「100」字樣稍微縮小，並追加了「TOKYO 1964」的字樣，製造年分的部分則由原本的純漢字改為「昭和39年」的漢字與數字混用的形式。
大藏省原本預計在10年內製造8億枚硬幣，但是由於銀的存量不足，以及電子業的快速發展造成作為良導體的銀價格不斷上漲，實際上只製造了近4億枚銀幣。1965年，五十日圓硬幣以及美國的25美分硬幣與10美分硬幣皆引入白銅作為材料，隨著一百日元硬幣在1967年也更換為白銅材質，一百日圓銀幣成為日本最後一個流通用的銀幣。

## 發行
- 1957年：一百日圓銀幣發行。
- 1959年：變更銀幣的圖樣設計。
- 1967年：現行一百日圓白銅硬幣發行。

## 關聯項目
- 一百日圓紙幣
- 100圓商店

## 外部資料
- 日本有趣的百元商店 Yokoso Japan